# 박세당
박세당(朴世堂, 1629년 음력 8월 10일~1703년 음력 8월 21일)은 조선 후기의 학자이자 문신이다. 본관은 반남(潘南), 자는 계긍(季肯), 호는 서계(西溪), 잠수(潛叟)·서계초수(西溪樵叟)이며, 시호는 문정(文貞)이다. 박세채는 그의 8촌 아우이며, 남구만은 그의 처남이고, 남이성은 그의 처숙부이다.

## 생애

### 생애 초기
서계 박세당은 1629년(인조7년) 음력 8월 10일 아버지의 부임지인 전라남도 남원부 관아에서 태어났다. 할아버지는 의정부좌참찬 박동선(朴東善)이며 아버지는 이조참판 박정(朴炡)이다. 어머니는 관찰사 윤안국(尹安國)의 딸인 양주윤씨(楊州尹氏)이다.
1629년 아버지의 임지인 전라도 남원부 관아에서 출생, 당대의 명문가였으나 박세당이 4살 때 부친이 병사한 이후로 가세가 기울어 10세가 되어서야 글을 배울 수 있었다. 17세 때 의령 남씨 남일성(南一星)의 딸이자 남구만(南九萬)의 누이와 결혼하여 태유(泰維)와 태보(泰輔), 태한(泰翰) 세 아들과 두 딸을 두었다. 소년 시절 고모부인 교관 남사무에게 글을 배운 뒤 처남 남구만, 처숙부 남인성(南仁星)등과 함께 학문을 연마하는 데 힘썼다.
또한 같은 서인이자 온건파 소론이었던 박세채 역시 그의 일족이었다. 4살 때 아버지가 병사하였고 7살 때에는 큰 형인 박세규(朴世圭)마저 요절하면서 가세가 기울기 시작하였다. 연이어 병자호란이 발생하면서 피난 중 재산을 잃고, 조모·모친·두 형과 함께 강원도 원주·충청북도 청풍·경상북도 안동을 전전하며 피난생활을 하였다. 전쟁이 끝난 뒤에도 형편이 어려워 청주·천안 등지로 옮겨다니며 곤궁한 생활을 영위하였다.

### 관료 생활

박세당의 문과 급제 교지

1660년(현종 1년) 32세의 나이로 증광 문과에 장원급제하였고, 이후 예조좌랑, 병조좌랑, 사간원정언, 병조정랑, 사헌부지평, 홍문관교리, 홍문관교리 겸 경연시독관 등의 삼사의 요직을 역임한 뒤 함경북도병마평사로 나가기도 했다.
1664년 황해도 암행어사로 나갔다. 1667년 이조좌랑이 되었으나, 부임하지 않아 장형(杖刑)을 받았다. 그 해 동지사 서장관으로 청나라에 다녀왔다. 1694년 갑술옥사에 승지가 되고 공조판서를 거쳐 1700년(숙종 26년) 음력 8월엔 이조판서직이 내려졌다
박세당은 소론 출신으로 노론계의 송시열과 대립 관계였다. 이러한 연유로 노론에게 여러 번 비난을 받자 정치에 뜻을 버리고 경기도 양주 석천동으로 물러나 농사를 지으면서 학문 연구와 제자 양성에 몰두했다.

### 탄핵과 유배

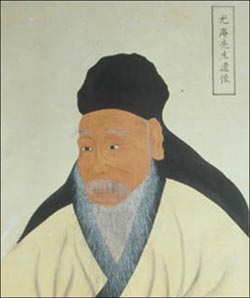
우암 송시열

1702년(숙종 28년) 이경석(李景奭)의 비문을 지은 것이 계기가 되어 정치적인 박해를 받게 되었다. 비문 속에는 송시열의 인품이 이경석의 인품보다 못하다는 내용이 있어, 노론에게 사문난적(斯文亂賊)으로 몰려 삭탈관직 당하고 옥과(玉果)로 유배되었다. 일설에는 1703년(숙종 29년) 《사변록(思辨錄)》을 저술하여 주자학적인 학풍을 비판하고 독자적인 견해를 발표하였는데 이로 말미암아 사문난적으로 몰렸다고 한다.

윤증
(그는 윤증에게 출사를 권유했으나 윤증은 끝내 거절한다.)

비난의 포문은 홍계적(洪啓迪:1680-1722)이 유생 108명과 함께 열었다. 이들은 박세당의 글이 성인을 업신여겼으며 정인(正人)을 욕했다고 단정한 뒤, 이경석 비문과 사변록을 거두어 불태움과 동시에 엄중한 벌을 내려달라고 청했다. 이에 대해 국왕의 조치는 신속하여 즉시 삭탈관직과 함께 문 밖에 내치게 했고 유신(儒臣)들에게 조목조목 따져 잘못을 지적한 글을 올리게 했다.
관직에서 물러난 뒤 그는 사서(四書)는 물론 노자도덕경(老子道德經) , 장자(莊子)의 연구를 통해 주자학적 고정관념에서 벗어나려 하였다. 또한 후대의 학자들에 의해 훼손된 공맹(孔孟)의 본뜻을 밝힌다는 입장에서 사변록(思辨錄) 을 저술하였다. 이러한 학문 태도로 인해 그는 주자학에 경도된 당시의 지배세력으로부터 여러 차례 비난을 받았다.

### 석방과 사망
노론 김창흡 등이 가장 먼저 팔을 걷고 서계를 공격하기 시작했다. 이에 대해 박세당의 제자인 수찬 이탄(李坦)과 이인엽(李仁燁) 등이 구명소를 올려 반박했다. 이탄은 후일 서계의 연보를 작성한 사람이며 이인엽은 상소로 서계가 유배에서 풀려날 수 있도록 한이다. 그는 소론파의 거두였던 윤증, 같은 반남 박씨인 박세채(朴世采), 처숙부 남이성(南二星), 처남 남구만(南九萬) 등과 교유하였고, 우참찬 이덕수(李德壽), 함경감사 이탄(李坦), 좌의정 조태억(趙泰億) 등의 제자를 양성하였다.
박세당의 제자인 수찬 이탄(李坦)· 이인엽(李寅燁) 등의 소청으로 석천동으로 돌아왔으나 귀환한 지 3개월 만에 죽었다.

### 사후
그의 학문과 행적에 대한 논란은 사후에도 계속되어 1722년에 문절(文節)이라는 시호가 내려졌다가 1723년(경종 3년) 문정(文貞)으로 개시되었다. 서계박세당묘역은 경기도 의정부시 장암동에 있으며, 2002년 9월 16일 경기도의 문화재자료 제113호로 지정되었다.

## 대중 매체
- 장희빈 - 장인한

## 주요 저서
- 《서계집(西溪集)》
- 《색경(穡經)》
- 《중용주해(中庸註解)》
- 《사변록(思辨錄)》

## 가족 관계
- 조부 : 박동선(朴東善, 1562 ~ 1640)
- 조모 : 이효옥(李孝玉, 1566 ~ ?)[3]
  - 부친 : 박정(朴炡, 1596 ~ 1632)
  - 작은아버지 : 박형(朴炯, 1597 ~ ?)
  - 고모 : 박정이(朴貞伊, 1598 ~ ?)
  - 모친 : 양주 윤씨 - 윤안국(尹安國)의 딸
    - 형 : 박세규(朴世圭, 1613 ~ ?) - 요절
    - 형 : 박세견(朴世堅, 1619 ~ 1683)
    - 누나 : 박지순(朴至順, 1624 ~ ?)
    - 형 : 박세후(朴世垕, 1627 ~ ?)
    - 정부인 : 의령 남씨 - 남일성(南一星)의 딸, 남구만의 누이
      - 장남 : 박태유(朴泰維, 1648 ~ 1698)
      - 장자부 : 경주 김씨 - 김하진(金夏振)의 딸
        - 손녀 : 이덕부(李德孚)에게 출가

      - 장자부 : 해주 정씨 - 정직(鄭)의 딸
        - 손자 : 박필기(朴弼基)
        - 손자 : 박필모(朴弼謨) - 차남 박태보(朴泰輔)에게 양자로 감

      - 차남 : 박태보(朴泰輔, 1654 ~ 1689) - 형 박세후(朴世垕)에게 양자로 출계
      - 차자부 : 전주 이씨 - 완남부원군 이후원(李厚源)의 딸

    - 계부인 : 광주 정씨 - 정시무(鄭時武)의 딸
      - 3남 : 박태한(朴泰翰)
      - 자부 : 황식(黃植)의 딸
        - 손자 : 박필규(朴弼逵)

      - 장녀 : 정랑 이렴(李濂)의 처
      - 차녀 : 김홍석(金弘錫)의 처

    - 측실 : 미상
      - 서녀 : 여필건(呂必建)의 처

## 사상과 신념

### 학문적 태도
학문적 태도는 귀납적 방법론(하학이상달, 下學而上達)과 실용적 경향성이 특징이다. 귀납적 방법론은 그의 저작인 《사변록》과 《신주도덕경(新註道德經)》, 《남화경주해산보(南華經註解刪補)》 등에 잘 나타나 있으며, 실용적 경향성은 농사 방법에 대해 논한 《색경(穡經)》에서 잘 드러난다. 주자성리학 밖의 일체 학문에 대해 이단시하던 당시 상황에서 《도덕경》이나 《남화경》을 주석한 것에서부터 벌써 그의 학문의 독자적 태도를 엿볼 수 있다. 더욱이 그는 《사변록》에서 사서(四書)에 대한 주자의 주석을 고쳐 쓰며 특히 《대학》과 《중용》에 이르러서는 그 장구(章句)의 편차마저 뜯어 고치는 과감성을 보이고 있다. 한마디로 박세당은 고루하고 진부한 전통에 대항한 비판적 지식인이자 올곧은 선비였으며, 또한 당대 최고의 반열에 오를 만한 뛰어난 학자였다.

## 기타
1. 삭탈관직되어 유배형에 처해진 그가 이인엽(李寅燁)이 상소하여 풀려나 석천동 정침에서 임종한 것은 그나마 천행이다. 숙종 실록에 박세당과 관련된 글이 115건, 사변록 글이 18건에 달하며, 숙종29년에만 10여 건이 실려 있다.
2. 규장각 [남원부읍지]에 보면 부친 박정(朴炡)은 1629년 10월에 부임 1년 후 부상으로 1630년 사체(辭遞)되어 한양으로 올라 온 박정은 쉬면서 건강회복을 위해 두어달 쉬고 있다가 실록 1631년 1월 대사간으로 제수되었다. 한달여만에 다시 대사헌과 대사간을 오가다가 10월에 이조참판, 다시 3개월여 후에 홍문관부제학을 제수 받았다. 이 때에 몸이 안좋아 면직을 청하였으나 받아들여지지 않았으며, 결국 1632년 6월 27일에 돌아가셨다.
1629년 8월 10일 출생이 맞다면 한양에서 출생하였다. 만삭의 부인의 몸으로 남원까지 갈 수가 없었다고 보아야 할 것이다.